# Echymipera rufescens
Echymipera rufescens, conhecido como bandicoot-espinhoso-de-focinho-comprido(a), é uma espécie de marsupial da família Peramelidae, encontrada na Indonésia, Papua-Nova Guiné e Austrália.